# 雷神技术公司
RTX公司（英語：RTX Corporation），前称雷神技術公司（Raytheon Technologies Corporation），是一家美国跨国航空航天防务企业，为世界最大航空航天防务企业之一。總部設在美国康乃狄克州法明頓。RTX公司由雷神公司与联合技术公司于2020年4月3日合并而成。
公司研究、开发和制造航空航天和国防工业的先进技术产品，包括飞机发动机、航空电子设备、网络安全、导弹、防空系统、卫星和无人机。该公司也是一家大型国防承包商，其很大一部分收入来自美国政府。

## 歷史

雷神技術公司標識（2020—2023）

2019年6月9日，雷神公司與聯合技術公司（UTC）宣布已達成協議，通過全部股票交易平等合併。UTC占约57%的股權，雷神公司占約43%。雷神公司的汤姆•肯尼迪将被任命为董事长，UTC的贺国瑞将被任命为CEO。联合技术公司需完成剥离奥的斯（Otis）和开利（Carrier）。
2020年4月3日雷神公司與聯合技術公司正式合并組建雷神科技公司。主要包括4项业务：
- 雷神导弹与防御，来自雷神的综合防御与导弹系统与雷神的导弹系统
- 雷神情报与太空，来自雷神的情报、信息与服务与雷神的太空与机载系统（Space & Airborne Systems）
- 来自联合技术公司的柯林斯航空
- 来自联合技术公司的普惠发动机

合并后拥有6万多工程师、7个技术竞争中心、80亿美元年度研发经费。
2020年10月26日，中華人民共和國宣佈因對台售武，宣佈制裁包括雷神技术公司在內的美國軍工企業。
2020年12月，雷神技术公司董事会批准以50亿美元回购普通股。
2022年6月7日，该公司宣布计划将其全球总部迁至弗吉尼亚州阿灵顿。
2022年2月21日，中華人民共和國外交部宣佈制裁包括雷神技術公司與洛克希德·馬丁兩間美國軍火企業，以示抗議對台售武。
2022年9月17日，中華人民共和國外交部宣佈制裁雷神技術公司總裁格雷戈里∙海耶斯，以示抗議對台售武。
2023年，雷神技術公司宣佈更名為RTX公司，並將旗下業務重組為3個分支：
- 普惠
- 柯林斯航空：包含原屬雷神情報與太空（RIS）及雷神飛彈與防御（RMD）的多域指揮控制與航空管制產品綫
- 雷神：包含來自RIS及RMD的一些面向政府的業務，以及來自柯林斯航空的ISR（情報、監控與偵察）業務

2024年5月22日，中華人民共和國外交部宣佈對雷神技術公司旗下的雷神導彈系統公司實施制裁。
2025年1月2日，中国商务部发布公告，声称依据中国《出口管制法》和《两用物项出口管制条例》等法律法规有关规定，决定将雷神导弹与防务公司等28家美国实体列入出口管制管控名单。